# Žleben
Žleben (nemško Schleben) je naselje v Občini Vernberk v Okraju Beljak-dežela na Koroškem v Avstriji.